# Destroy All Humans! 2
Destroy All Humans! 2 ist ein von Pandemic Studios entwickeltes Videospiel. Der in einer offenen Spielwelt spielende Third-Person-Shooter wurde am 17. Oktober 2006 vom Publisher THQ für PlayStation 2 und Xbox veröffentlicht.

## Handlung
Das Spiel spielt 10 Jahre nach dem ersten Teil. Crypto 137 ist verstorben. Sein Klon Crypto 138 tarnt sich inzwischen in der Rolle des Präsidenten der Vereinigten Staaten und hat in die 50er Jahre damit verbracht, sich mit Mädchen und Partys zu vergnügen. Sein Auftrag Menschheit zu vernichten hat er bereits vergessen. Dies liegt daran, dass Crypto 138 dank der Verarbeitung menschlicher DNA mit dem Fortpflanzungssystem erstellt wurde.
Nachdem UdSSR die wahre Identität von Crypto entdeckt hat, greifen sie die Vereinigten Staaten an. Sie schicken KGB-Agenten, um die Furons  zu ermorden. Cryptros Mentor Pox konnte kurz vor der Explosion entkommen, indem er seine Gehirnwellen in einem Hologramm transportierte. So beginnt die neue Mission der beiden Außerirdischen, die darauf abzielt, den KGB zu eliminieren und die sowjetischen Pläne aufzudecken.

## Spielprinzip
Das Spiel ist ein Third-Person-Shooter. Während der Spieler im Laufe des Spiels Fortschritte macht, werden neue Waffen, neue Fähigkeiten, bessere Statistiken und Zugang zu neuen Fahrzeugen freigeschaltet. Das Spiel spielt an fünf Orten: Bay City, Albion, Takoshima, Tunguska und die Solaris-Mondbasis. Die Kampagne des Spiels ist sowohl im Einzelspieler- als auch im lokalen Koop-Modus mit geteiltem Bildschirm für zwei Spieler vollständig spielbar.

## Rezeption
Das Spiel erhielt laut Metacritic „allgemein überdurchschnittliche“ Bewertungen. GameZone erklärte, dass „die neuen Waffen und die Fähigkeit, Körper zu schnappen, einem Spiel mit riesigen offenen Welt und den zahlreichen Nebenmissionen einfach mehr Spaß macht“ und, dass das „Spiel das Original tatsächlich ersetzt“. Die KI wurde von TeamXbox kritisiert. The Times gab ihm vier von fünf Sternen: „Die Tonalität des Spiels ist scherzhaft, das Drehbuch humorvoll und gut gespielt“. The Sydney Morning Herald gab ihm dreieinhalb von fünf Sternen und nannte es „eine geringfügige Verbesserung gegenüber dem Original, mit genauso vielen albernen Science-Fiction-Spielereien“.